# (19009) Galenmaly
(19009) Galenmaly est un astéroïde de la ceinture principale d'astéroïdes.

## Description
(19009) Galenmaly est un astéroïde de la ceinture principale d'astéroïdes. Il fut découvert le 2 septembre 2000 à Socorro (Nouveau-Mexique) par LINEAR. Il présente une orbite caractérisée par un demi-grand axe de 2,69 UA, une excentricité de 0,16 et une inclinaison de 7,2° par rapport à l'écliptique.

## Compléments